# Dršťková polévka
Dršťková polévka je tradiční druh české polévky, která obsahuje hovězí dršťky, cibuli, česnek, vepřové sádlo , mouku, sůl a směsi koření jako je kmín, majoránku, papriku. Má specifickou chuť a kvalitní dršťková polévka je značně hustá. Dršťky jsou vyráběny z předvařených předžaludků (čepec, bachor a kniha). Polévka je známá jako „polévka nádražních restauraci“ a je rozšířena zejména na území bývalého Rakousko-Uherska. Kromě dršťkové polévky se vyrábí také dršťkový perkelt (dršťky na paprice), který se podává s knedlíkem. Jako náhrada za dršťky se používají též houby (například hlíva ústřičná, Jidášovo ucho, kotrč kadeřavý).